# Îlot Kundoyo
L’îlot Kundoyo est une îlot de Nouvelle-Calédonie appartenant administrativement à la commune de La Foa.